# Nabuapaka
Nabuapaka est un village roro de Papouasie-Nouvelle-Guinée.

## Histoire
Le 19 juin 1886, Henri Verjus y apprend sa nomination à l'épiscopat.
Il s'agit depuis 1970 du port d'embarquement pour l'île Yule.